# IK Oddevold
IK Oddevold er en foldboldklub fra Uddevalla i Bohuslän stiftet den 3. juli 1932. Oddevold er et ældre navn for byen, som er en fordanskning af det norske Oddevald.
Spillerdragten er blå bluser med hvide ærme og hvide bukser. Klubben har spillet en sæson i den bedste svenske række, Allsvenskan i 1996. Hjemmebane er Rimnersvallen, der har været vært for f.eks. fodbold VM i 1958 mellem Brasilien og Østrig foran 17.778 tilskuere.